# Шестимерное пространство
Шестимерное пространство (обозначения: 6D или {\displaystyle \mathbb {R} ^{6}})  —  математический объект, концепция в многомерной  геометрии и физике, которое описывает пространство, имеющее шесть измерений. Подобные пространства находятся под вниманием в различных научных областях, включая теорию струн, парадигмы многомерной физики и сложные компьютерные модели.

## Координаты
В координатной системе 6D пространство можно представить как множество точек, описываемых шестью числами: (x₁, x₂, x₃, x₄, x₅, x₆) или (X, Y, Z, L, M, V). Генерация векторов и операций над ними аналогична тем, что проводятся в привычных двумерных и трехмерных пространствах.
Координаты в 6D пространстве могут быть представлены в виде векторов. Каждый вектор в этом пространстве имеет вид:
[v = (x_1, x_2, x_3, x_4, x_5, x_6)]
Здесь (x_1, x_2, x_3, x_4, x_5, x_6) — действительные числа, которые обозначают положение точки в 6D пространстве.

## Геометрия
В 6D пространстве можно рассматривать различные геометрические фигуры, которые имеют аналогии в трехмерном пространстве. Некоторые из них включают:

### Точка
Нулевая размерность. В 6D пространстве точка задается координатами ((x_1, x_2, x_3, x_4, x_5, x_6)).

### Отрезок
Одинмерное пространство, которое можно описать двумя точками. Например, отрезок может быть представлен парами координат.

### Плоскость
Двумерное подпространство, заданное линейным сочетанием двух ненулевых векторов в 6D пространстве.

### Объемные фигуры

#### 6-гиперкуб
Гиперкуб в 6D, также известный как 6-гиперкуб или куб шести измерений, имеет 64 вершины, 192 ребра и 240 граней. Шестимерный аналог куба, который можно описать как множество точек, удовлетворяющих условиям (0 >= x_i >= 0) для (1 = 1, 2,  ,6)

#### 6-гиперсфера
Шестимерный аналог сферы, описываемый уравнением (x_1^2 + x_2^2 + x_3^2 + x_4^2 + x_5^2 + x_6^2 = r^2), где (r) — радиус.

## Применения
6D пространство и его обобщения находят применение в различных областях:

### Физика
В теории струн и других физических моделях, где взаимодействуют множество измерений.

### Компьютерная графика
Для представления сложных моделей и анимаций, которые требуют учета дополнительных параметров.

### Машинное обучения
Для работы с высокоразмерными данными и использования алгоритмов, которые могут анализировать большое количество параметров одновременно.

## Наука
В рамках теории струн, необходимо учитывать дополнительные измерения, которые не наблюдаются в нашем трехмерном мире. Эти скрытые измерения помогают объяснить взаимодействия между частицами и фундаментальные силы.

## Визуализация
Для визуализации 6D пространства можно использовать сечения, проекции на более низкие измерения или компьютерные графические методы для иллюстрации.

## Моделирования
Ученые из Хельсинского Университета разработали компьютерную модель Vlasiator, которая может моделировать космос в формате 6D. Новинка показала, что вспышки плазмы близ Земли зависят одновременно от магнитного переключения и кинетической нестабильности. Эти открытия имеют большое значение для проектирования космических аппаратов, научных исследований и улучшения прогнозов космической погоды.
Vlasiator продемонстрировал, что две основные теории появления плазменных вспышек не безосновательны. Эти вспышки, известные как плазмоиды, происходят на ночной стороне магнитосферы и связаны с резким усилением полярного сияния.
"Явления, связанные с плазмоидами, вызывают самые интенсивные, но труднопредсказуемые магнитные бури, которые могут привести, например, к сбоям в электросетях", - пояснил профессор Минна Палмрот из Университета Хельсинки.
Исследования в этой области велись с 1960-х годов. Ученые создали две конкурирующие теории: одна связывает образование плазмоидов с магнитным переподключением, а другая — кинетической нестабильностью.
«Оказалось, что причины намного сложнее, чем предполагалось ранее», — подчеркнул Палмрот.
Благодаря симуляции Vlasiator, нуждающейся в мощности суперкомпьютера, ученые смогли впервые смоделировать приземное космическое пространство в шести измерениях. Процесс разработки ПО занял более 10 лет. Результаты исследования были опубликованы в научном журнале Nature Geoscience.
Напомним, в исследовательском центре NASA объявили о разработке собственного аналога ChatGPT для использования ИИ в космосе. В перспективе он позволит астронавтам общаться с космическими кораблями и МКС в голосовом режиме.
Ранняя версия такого ИИ собирается использовать на Lunar Gateway — околомесячной космической станции, которую будут эксплуатировать и для изучения Луны в рамках проекта Artemis, и как будущая станция пересадки во время миссий на Марс. Станцию планируют построить к концу 2030-х.

## Заключения
6D пространство представляет собой сложную, но интересную область математики и физики. Понимание его структуры и применения может помочь в решении множества задач в инженерных и научных дисциплинах.